# L'ultimo valzer (film 1927)
L'ultimo valzer (Der letzte Walzer) è un film muto del 1927 diretto da Arthur Robison. La sceneggiatura si basa sull'omonima operetta di Oscar Straus che era andata in scena in prima assoluta a Berlino nel 1920 con Fritzi Massary come protagonista femminile.

## Produzione
L'UFA produsse il film, una trasposizione per lo schermo dell'operetta che si era rivelata un grande successo internazionale: in versione inglese, il lavoro di Straus aveva nel 1921 conquistato Broadway con 185 repliche e, nel 1922, anche Londra dove era stata rappresentata al Gaiety Theatre per 240 volte. Il ruolo di Helena, la protagonista femminile, nel film fu affidato all'austriaca Liane Haid mentre il suo partner fu Willy Fritsch.

## Distribuzione
Distribuito dalla Universum Film (UFA) e dalla Paramount-Ufa-Metro-Verleihbetriebe GmbH (Parufamet), uscì nelle sale cinematografiche tedesche presentato in prima all'Ufa-Palast am Zoo di Berlino il 19 agosto 1927. La Paramount Pictures lo distribuì negli Stati Uniti, proiettandolo a New York il 13 novembre 1927. In Italia, distribuito dall'UFA, ottenne il visto di censura 25130 del 31 luglio 1929.